# SB alt 25
Die SB alt 25 waren Dampflokomotiven der Südbahngesellschaft (SB), einer privaten Bahngesellschaft Österreich-Ungarns.
Ab 1864 bekamen sie die Reihenbezeichnung SB 31.
Eigentlich stammten die vier Lokomotiven von der Kaiser Franz Joseph-Orientbahn, die sie 1859 bei der Wiener Neustädter Lokomotivfabrik kaufte, ihnen aber weder Namen noch Nummern gab.
Die Maschinen hatten Außenrahmen, Hallsche Kurbeln und Innensteuerung.
Zum Schutz des Personals vor der Witterung war eine einfache „Brille“ vorhanden.
Die Lokomotiven wurden zwischen 1903 und 1908 ausgemustert.